# كيم لوبيز غونزاليس
كيم لوبيز غونزاليس (بالإسبانية: Kim López González)‏ هو منافس ألعاب قوى إسباني، ولد في 4 يناير 1989 في بلنسية في إسبانيا.